# 마르크 기우
마르크 기우 파스(카탈루냐어: Marc Guiu Paz, 2006년 1월 4일 ~ )는 스페인의 축구 선수로 현재 프리미어리그의 선덜랜드에서 스트라이커로 활약하고 있다.